# Partida de caza (historieta)
Partida de caza (en el francés original, Partie de chasse) es una historieta con guion de Pierre Christin y dibujos de Enki Bilal perteneciente a la serie Leyendas de hoy, que se publicó originalmente en 1981. Constituye una denuncia de las purgas estalinistas.

## Trayectoria editorial
Partida de caza tuvo honores de portada en el número 89 de "Pilote", publicándose desde ese número al 95. También apareció en la revista española "Totem".
Dargaud la recopiló en un álbum monográfico en 1983, editado en España por Norma Editorial. En 1990 se publicó en Francia una segunda edición, con un "Epitafio" que incluía biografías de los personajes.

## Argumento
En 1983, un tren atraviesa los campos nevados. Viaja en él Vassili Alexandrovitch Tchevtchenko, veterano de la Revolución de octubre y dignatario de la Unión Soviética, quien ha organizado una cacería de tres días en los alrededores de Krolòwka en Polonia. En un compartimento vecino, su asesor Evgueni Golozov evoca ante el joven intérprete francés el recorrido vital de Tchevtchenko, desde su primer encuentro con Lenin en el exilio al apogeo del poder estalinista, la influencia de su abuelo y su amor por Vera Nicolaevna. 
Van a alojarse al palacio del judío polaco Tadeusz Boczek, junto con otras destacadas figuras de los aparatos de los Países del Este:
- Serguei Chavanidze: georgiano, miembro titular del Politburo;
- Janos Molnar: húngaro, viceministro de Interior;
- Ion Nicolescu: rumano, miembro del Comité Central y responsable de la Securitate;
- Vasil Stroyanov: búlgaro, responsable del propagandístico «Frente de la Patria»;
- Pavel Havelka: checoeslovaco, miembro eminente del Partido comunista;
- Günther Schütz: alemán oriental, experto del Comecon;
- Evgueni Golozov: Ucraniano, miembro del Comité Central.

Constituyen una especie de red informal, dedicada a conservar sus funciones y privilegios. Los encuentros en el bar son la ocasión de recordar luchas pasadas. 
Llega el primer día de la caza, minuciosamente organizada por viejo Tchevtchenko, donde todos tienen su lugar asignado. 

## Valoración
Se considera a Partida de caza una de las obras maestras de la historieta de los años ochenta, destacando, más allá de su valor de denuncia, por su traslación estética de la vida al otro lado del Telón de acero.